# Toy (Belgische popgroep)
Toy is een Belgische popgroep die vooral in de jaren '80 succes had. 
Toy werd in 1974 opgericht door Theo Van Hemelrijk en Harry Woods. Ze hadden elkaar gevonden in het toenmalige jeugdhuis De Vaandrig in Sint-Amands. Zij waren de zangers-gitaristen. Paul Ielegems ('Ille') aan de drums en Renaat Boeykens ('Renato Marciano') op bas vervolledigden de line-up. De keuze van de groepsnaam was een vondst van 'den Ille'.
De band won in 1976 de muziekwedstrijd Singe Sange Jo op de nationale televisie, gepresenteerd door Jo De Clercq, beter bekend als Jo met de Banjo. Deze overwinning kwam hun carrière niet helemaal ten goede. De platenmaatschappij waarbij ze naar aanleiding van de wedstrijd hun singles Don't go away en Lazy Time mochten opnemen, nam enkele beslissingen inzake productie en promotie waar de bandleden het niet mee eens waren. Vervolgens nam de groep het heft in eigen handen en richtte een eigen platenlabel op. Deze maatschappij, Payola (met een logo geïnspireerd op een biljet van twintig Belgische frank), bracht in 1979 hun debuutalbum Bad Night uit, met daarop de singles 'Crazy Monday' en 'Coconut'. De elpee betekende een redelijke doorbraak, met behoorlijk wat airplay en liveoptredens, maar de grote boom moest nog komen.  
In 1980 verscheen hun nummer Last Chance op de verzamelplaat Get Sprouts. Dat was een initiatief van de bank ASLK en werd als promotie gegeven aan iedere jongere die er een rekening opende. Dit schonk de band opnieuw enige populariteit bij het grote publiek.
Marc Bonne werd de nieuwe drummer. In 1981 verscheen hun tweede album, The Split, met daarop hun bekendste nummer Suspicion. Deze single stond ettelijke weken vermeld in de toenmalige BRT Top 30. De elpee werd uitgebracht in tien landen. Vooral Duitsland was succesvol. Er kwamen nog wissels in de bezetting: Alain Gautier op bas (later ook nog korte tijd Barry McNeese) en Werner Pensaert aan de keyboards. Ze speelden veel concerten: meestal in jeugdhuizen, op festivals en ook onder andere in de Ancienne Belgique.
Na nog enkele andere singles, die meer beïnvloed waren door de populaire synthpop van de jaren 80, werd het even stil rond de band. Tussen 1987 en 1990 maakten ze een ander soort muziek onder de naam New Forces. Dit was een project van zanger-gitarist Theo Van Hemelrijk samen met vrouwelijke vocalisten. De inbreng van de overige groepsleden (onder anderen Tony Callebaut) werd alsmaar kleiner, al bleef Harry Woods live meespelen. In 1993 tekenden ze voor een comeback met het album Brand New Toy (uitgebracht op KOCH International) en in 1999 volgde de verzamelplaat AnToylogy 1980-1993. Hiervoor waren alle opnamen op vinyl gedigitaliseerd en werd een keuze van twintig nummers gemaakt. Tom Barman maakte zijn film 'Anyway The Wind Blows' en gebruikte 'Suspicion' op de soundtrack (2003). Van Hemelrijk en Woods deden de volgende jaren samen een John Fogerty tribute onder de naam 'Fogertyshow'.
In 2012 werd Toy met 'Suspicion' toegevoegd in de Eregalerij van Sabam en VRT. Van Hemelrijk en Woods speelden het nummer live met de huisband.